# 矢幡秀治
矢幡 秀治（やはた ひではる、1967年 - ）は、日本の実業家で、真光書店（東京都調布市）の経営者。2023年時点では日本書店商業組合連合会（日書連）の会長を務める。

## 来歴
川崎市麻生区で生まれ育つ。大学の理工学部を卒業して、メーカーに入社した。在勤当時は回路設計を担当した。
2002年に妻の実家だった東京の真光書店に入社し、2012年に代表取締役社長に就任した。この間、2011年に東京都書店商業組合の理事となる。2019年5月に組合の理事長に就任した。 矢幡の理事長就任後に、組合ではYoutubeチャンネルを開設して、都内の書店の紹介や著名人インタビュー、独自ドラマなどを掲載している。2023年5月に理事長に3選された。
2019年6月、日本書店商業組合連合会（日書連）の会長に就任した。就任に際して「大きな書店と力を合わせて、みんなで本を売っていく。そして紙の本をもう一度再生していく気持ちを持ち続けながら、2年間取り組んでいきたい」と所信を語った。